# 佐竹義明 (北家)
佐竹 義明（さたけ よしあき）は、佐竹氏一門の佐竹北家第9代当主。佐竹北家角館第2代所預。

## 生涯
寛永20年（1643年）、佐竹義隣の長男として生まれる。寛文4年（1664年）、右大臣三条西実条の孫娘と結婚した。姫の母は娘が寂しくないようにと、嫁入り道具とともに京都の枝垂桜の苗木3本を持たせた。この桜は家臣の屋敷などにも植えて増やし、現在でもたくさんの枝垂桜が武家屋敷などに花を咲かせる。
天和元年（1681年）、父の隠居により家督を相続し、角館城代となった。貞享4年（1687年）、東山天皇の即位式の祝賀使を嫡男義命と共に務め上洛し、御所に参内する。元禄12年（1699年）1月16日死去。享年57。家督は嫡男義命が相続した。